# General Electric Company
General Electric Company (GEC) був великим британським промисловим конгломератом, який займався споживчою та оборонною електронікою, комунікаціями та інженерією. Компанія була заснована в 1886 році, була найбільшим приватним роботодавцем у Великій Британії з понад 250 000 співробітників у 1980-х роках, а на піку свого розвитку в 1990-х роках отримувала прибуток понад 1 фунт мільярдів на рік. 
У червні 1998 року GEC продала свою частку в спільному підприємстві GEC-Alsthom на Паризькій фондовій біржі . У грудні 1999 року оборонне відділення GEC, Marconi Electronic Systems, було продано British Aerospace, утворивши BAE Systems.
Решта GEC, головним чином виробництво телекомунікаційного обладнання, продовжувала працювати як Marconi Communications .  Після придбання кількох американських виробників телекомунікацій, які займають лідируючі позиції на ринку, збитки, що виникли після розриву бульбашки дот-комів у 2001 році, призвели до реструктуризації у 2003 році Marconi plc у Marconi Corporation plc. У 2005 році компанія Ericsson придбала більшу частину цієї компанії. Те, що залишилося від підприємства, було перейменовано на Telent.

## Подальше читання
- Jones, Robert; Marriott, Oliver (1970). Anatomy of a Merger – A History of GEC, AEI and English Electric. London: Jonathan Cape. ISBN 0-224-61872-5.
- Whyte, Adam Gowans (1930). Forty Years of Electrical Progress. London: Ernest Benn Limited.